# Günter Hildebrand

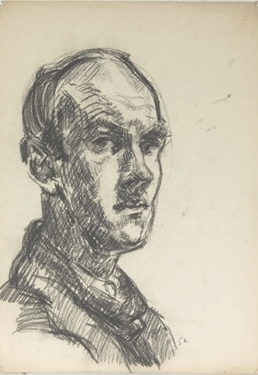
Günter Hildebrand, Selbstporträt

Günter Hildebrand (* 14. Januar 1911 in Breslau; † 16. Oktober 1994 in Tübingen) war ein deutscher, heimatvertriebener Maler und Druckgrafiker. Als Konsequenz des Zweiten Weltkriegs musste er seine künstlerische Frühexistenz mit seinem Breslauer und Dresdener Frühwerk hinter sich lassen. Er baute sich ab 1946 in Tübingen und ab 1969 in Kirchentellinsfurt eine neue Künstlerexistenz auf. Hildebrand war mit der Lehrerin Elisabet Hildebrand verheiratet, die in ihrer Freizeit ebenfalls malte. Der Kirchentellinsfurter Gemeinderat hat am 29. März 2012 die Annahme des künstlerischen Vermächtnisses von Günter Hildebrand (und seiner Frau Elisabet) beschlossen. Die Gemeinde veranstaltet seit dieser Zeit Ausstellungen, die das Werk beider Künstler der Öffentlichkeit wieder zugänglich machen.

## Leben und Werk
Günter Hildebrand wuchs im Breslau des Ersten Weltkriegs und der Weimarer Republik als Sohn eines Studienrats und Reserveoffiziers auf. Seine Jugend verbrachte er in den Wäldern entlang der Oder mit dem Angeln und bei den Pfadfindern. Seit dem Tod des Vaters 1926 lebte die Familie jedoch unter zunehmend schwierigeren Umständen. Bereits in der Schulzeit hatte Hildebrand neben seiner Leidenschaft für die Tierwelt besonders das Zeichnen fasziniert. Dies brachte ihm eine erste Ausstellung in der Schule ein. Nach dem Abitur bereitete sich Hildebrand in der Malschule des spätimpressionistischen Portrait- und Landschaftsmalers Artur Wasner auf das Studium an der Kunstakademie vor. In Folge persönlicher und künstlerischer Differenzen mit Wasner besuchte Hildebrand ab 1932 Kurse und Korrekturen an der Breslauer Volkshochschule. Daneben aquarellierte er mit dem Buchillustrator und Karikaturisten Hans-Günther Strick vor der Stadt.

### Künstlerische Frühphase und Berufsverbot
Aufgrund der Schließung der Breslauer Staatlichen Akademie für Kunst und Kunstgewerbe bewarb sich Hildebrand zum März 1933 an der Akademie für Bildende Künste Dresden, wo er ab dem Sommersemester den Zeichenunterricht bei Richard Müller und Herrmann Dittrich besuchte. Weiteren Unterricht erhielt Hildebrand im Malsaal von Ferdinand Dorsch, bevor er 1935 den sechsmonatigen Arbeitsdienst ableisten musste. Im Sommersemester 1936 wurde er Einzelschüler bei Wilhelm Rudolph. Durch die zunehmende Gleichschaltung von Kunstakademie und Studentenschaft geriet Hildebrand rasch in Konflikt mit den nationalsozialistischen Machthabern. Als er einen Holzschnitt von Maxim Gorki anfertigte, wurde gegen ihn und Rudolph der Vorwurf der Spionagetätigkeit erhoben. Rudolph erinnert sich:

„Ich treffe Hildebrand, er sagt, ihm sei ein Lapsus passiert. Der kleine Holzschnitt sei nach einem Foto im Sonntagsblatt des Dresdner Anzeigers inspiriert. […] Tatsächlich tritt ein Auditorium zusammen, die mich zu beschuldigen versuchen, bei mir werde Spionage betrieben […] Ich sage zunächst, der Vorwurf auf Spionage sei zurückzuweisen. Gorki sei ein weltbekannter Dichter, und darum sei ihm im Dresdner Anzeiger die Ehre erwiesen worden, weiter sage ich: Sie wollen doch wohl nicht den Anzeiger der Spionage verdächtigen.“

Hildebrand kam zwar mit einem Verweis davon, stand aber verstärkt unter Beobachtung. Als er im Herbst 1936 mit Kommilitonen eine Beschwerde gegen die nationalsozialistische Studentenführung an der Akademie einreichte, wurde ein Strafverfahren gegen ihn eingeleitet. Er wurde als „Aufrührer und Staatsfeind“ dargestellt: „[…] es würde unter der Studierendenschaft sofort Ruhe einkehren, wenn er von der Akademie entfernt würde.“ Günter Hildebrand war gezwungen, sich noch vor Ende des Jahres zu exmatrikulieren. Jetzt wurde er als Regimegegner observiert und sollte zum Straßenbauer umgeschult werden. Nur durch die wirtschaftliche Unabhängigkeit von Gelegenheitsjobs konnte sich Hildebrand diesem Zugriff entziehen und die Miete wechselnder Ateliers bestreiten. Er belegte Kurse für Gebrauchsgrafik an der Breslauer Meisterschule des Deutschen Handwerks. Auch der Kontakt zu Rudolph blieb bestehen. Allerdings wurden Hildebrands Bilder auf Anweisung aus Ausstellungen entfernt. Im September 1939 wurde Hildebrand zum Wehrdienst in der Artillerie eingezogen. Bis 1945 war er in Frankreich und in Russland eingesetzt und erreichte den Dienstgrad eines Stabsgefreiten. Nach Kriegsende war er bis zum Sommer 1946 in Frankreich in Kriegsgefangenschaft.
Nach seiner Entlassung war eine Rückkehr ins zerstörte Breslau nicht mehr möglich. Ohnehin war Hildebrands Frühwerk in Dresden und Breslau ein Opfer der Flammen geworden. Mit dem Durchleben des Zweiten Weltkrieges und zweier Nachkriegszeiten sowie dem Verlust seines Frühwerkes zeigt Hildebrands Biografie Parallelen zu anderen Künstlern der Verschollenen Generation, wie beispielsweise derjenigen seines Tübinger Malerkollegen Georg Alfred Stockburger. In einer so gearteten Biografie liegt wohl der tiefere Grund, warum Hildebrand kein Künstler auf nationaler Ebene werden konnte und dies auch nicht werden wollte. In der frühen Nachkriegszeit rezipierte Hildebrand die als „entartet“ be- und entwertete Kunst der Zwanziger-Jahre. Er entwickelte sich selbst dabei allmählich von einem Künstler des Expressiven Realismus zu einem Künstler der abstrakten Nachkriegsmoderne. Aus der grafischen Prägung heraus entwickelte er eine Vielzahl eigenständiger Bildkonzepte, denen die dunklen Linien der Tuschezeichnung gemeinsam sind. Hildebrands Werk spiegelt in seiner widersprüchlichen Wandlungsfähigkeit seine Biografie mit ihren kriegserzwungenen Brüchen wider.

### Der Neubeginn in Tübingen

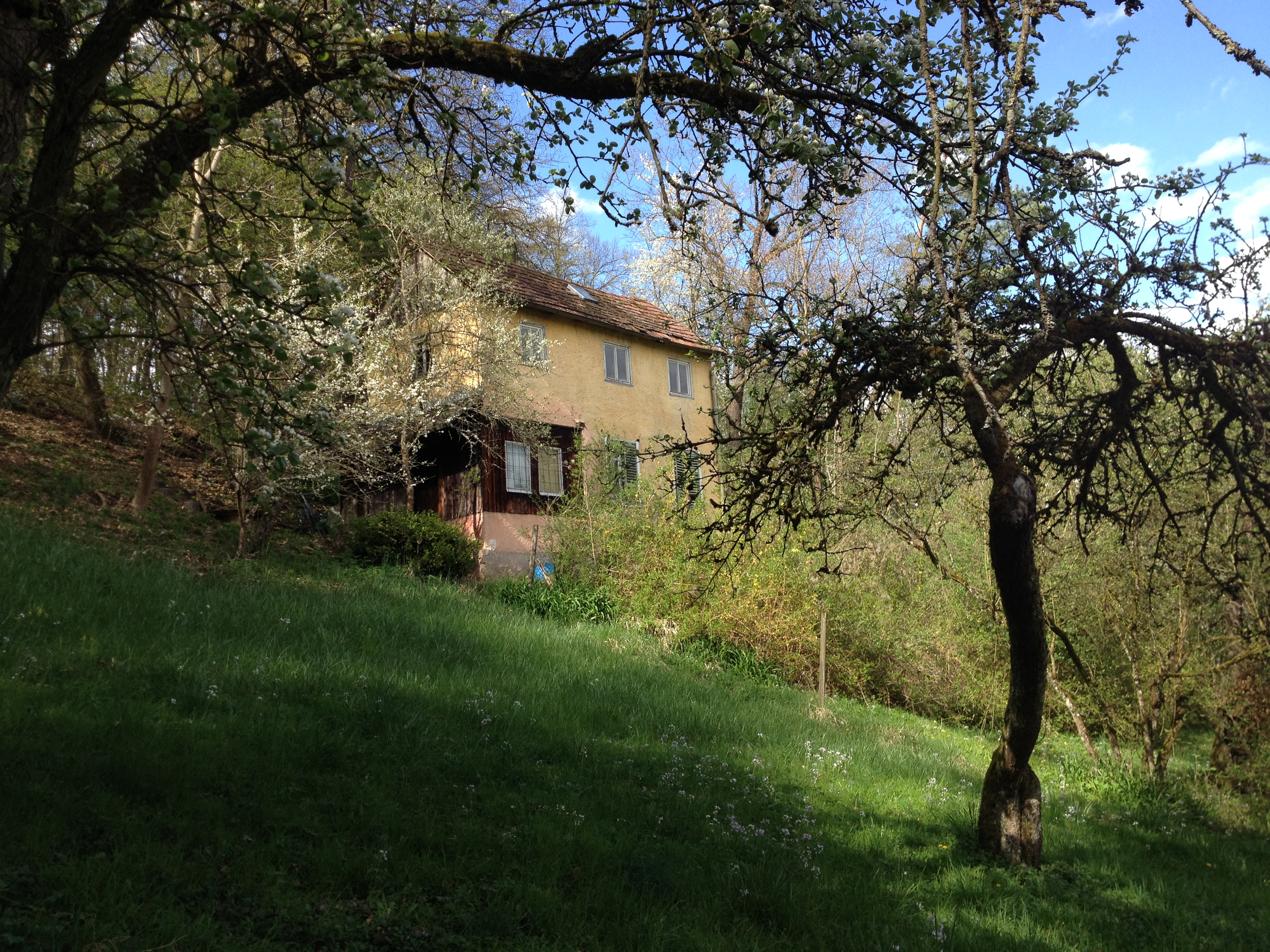
Hellerloch (2014). Das zweistöckige Gartenhaus steht im Ammertal auf der Gemarkung Tübingen im Gewann Hellerloch. Es ist seit 1931 im städtischen Besitz. Hier wohnte Hildebrand während seiner Tübinger Zeit.

Bis 1950 kam Hildebrand zunächst bei seinem Schulfreund Hugo Kuhn in Tübingen unter. Im Dezember 1950 heiratete er Elisabeth Herrmann. Von 1951 bis 1965 war Hildebrand als Mitglied der „Notgemeinschaft Tübinger und Reutlinger Künstler“ und der Künstlergruppe „Ellipse“ maßgeblich am Wiederaufbau des kulturellen Lebens in Tübingen beteiligt. Die Arbeiten dieser Zeit zeigen eine Auseinandersetzung mit Künstlern wie Pablo Picasso, Henri Matisse, Paul Klee, Max Beckmann sowie mit der Art brut und der Art informel. „Auf Parisreisen (1948, 1953) und mit Unterstützung des Landeskonservators Dr. Rieth fand Hildebrand Anschluß an die internationale Moderne.“ In den 1950er Jahren wohnte Hildebrand mit seiner Frau in einem ehemaligen Feldhüterhaus im Gewann Hellerloch vor der Tübinger Weststadt. Dieses damals noch von Tübingen abgelegene Haus am Rande des Schönbuchs wurde zum beliebten Treffpunkt der Tübinger Künstlergruppe „Ellipse“, deren Mitbegründer Hildebrand war. An der hügeligen Landschaft der Umgebung entwickelte Hildebrand seine abstrahierende Formensprache. Höhepunkte der Tübinger Zeit sind Hildebrands Ausstellung im Tübinger Kunstverein von 1958 und die Teilnahme an einer Ausstellung im Württembergischen Kunstverein in Stuttgart im gleichen Jahr.

### Die Spätphase in Kirchentellinsfurt

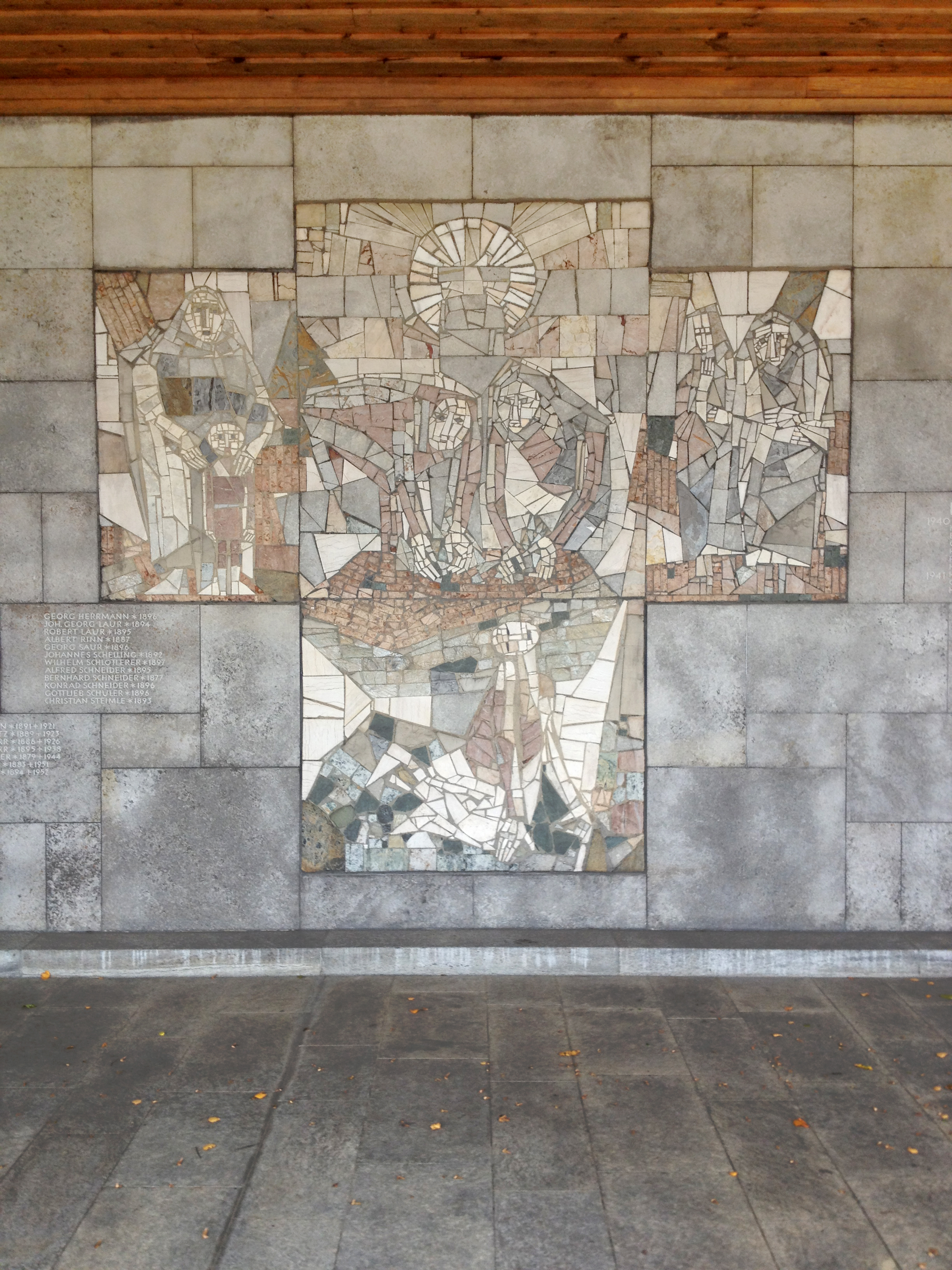
Denkmal für die Gefallenen des Zweiten Weltkriegs, Friedhofskapelle Nehren (Baden-Württemberg), Mosaik von Günter Hildebrand, 1964.

1969 erwarb Hildebrand zusammen mit seiner Frau Elisabet ein Haus in der Neuen Steige in Kirchentellinsfurt. Die malerische Lage des Ortes am Hang mit Blick auf das Neckartal, den nahe gelegenen Baggersee und zum Einsiedel (Kirchentellinsfurt) ließ Hildebrands Blick durch das Fenster schweifen. Das Neckartal, der örtliche Baggersee sowie der Einsiedel spielten ab jetzt als Kunstmotive für Hildebrand eine herausragende Rolle. Das überraschend eigenwillige, figürliche Spätwerk aus der Kirchentellinsfurter Zeit lässt sich nicht ohne weiteres an das vorherige Lebenswerk anschließen. Es steht diesem in gewisser Weise monolithisch gegenüber. Trotzdem weist dieses Spätwerk Parallelen zum Kritischen Realismus und der südwestdeutschen Malerei der 1970er Jahre auf.
Hildebrand engagierte sich als SPD-Mitglied lokalpolitisch gegen Umweltverschmutzung und für die Erhaltung des landschaftlichen „Urzustandes“. Sein Werk erfuhr in der politischen Auseinandersetzung gegen das Verkehrsprojekt „Neue B27“ von Tübingen nach Stuttgart eine ungeheure Intensivierung. Er malte das große Plakat der Bürgerinitiative „Niemals 6-spurig durchs Neckartal“. Das Thema Landschaftserhaltung thematisierte er auch in zwei großen Linoldrucken. Auf einem dieser Drucke ist der Blick von Kirchentellinsfurt auf das industriell verbaute Echaztal, auf dem anderen Druck der Blick zum Weinberg (schwäbisch: Wengert) am Einsiedel über das baulich verfremdete Neckartal hinweg thematisiert. Als zu Beginn der 1980er Jahre im Rahmen der Ortskernsanierung von Kirchentellinsfurt einige Gebäude weichen mussten, entwickelte Hildebrand eine spezielle Technik des „Dokumentarischen Zeichnens“. Er sicherte zeichnerisch in Bildern wie „Ortskernsanierung“ Gebäude, die wie das alte Kirchentellinsfurter Schulhaus neuen Zeiten weichen mussten. „Während Bauarbeiter und Bagger […] bereits ihr Tun beginnen, wölbt Hildebrand […] eine schützende Glocke über Kirche und Dorf.“
Hildebrand griff die Motivik des Kirchentellinsfurter Baggersees zu einem Zeitpunkt auf als dieser noch Industriegelände war. Er dokumentierte künstlerisch die Renaturierung dieses Gewässers in den 1980er Jahren. In den Ölgemälden ist „ein flaschengrünes, von lehmigen Uferstreifen eingefasstes Wasserloch zu sehen, an dessen Ufern sich die ersten Angler und Badenden einfinden.“ Hildebrand thematisierte das Motiv des Anglers auch in seinen Druckgrafiken. Das Grinsen der Angler wie ihr Auftreten als Typus zeigt den deutlichen Einfluss von Otto Dix’ Neusachlichem Verismus.

## Würdigung
Am 16. Oktober 1994 starb Günter Hildebrand an den Folgen eines Schlaganfalles in einem Tübinger Krankenhaus. Der Kirchentellinsfurter Gemeinderat hat am 29. März 2012 einstimmig die Annahme des künstlerischen Vermächtnisses von Günter und Elisabet Hildebrand beschlossen. Der umfangreiche Nachlass, der neben Malerei und Grafik auch bemalte Objekte und Keramik sowie Tagebücher und Dokumente umfasst, wurde von dem Kunsthistoriker Johannes Krause archiviert und katalogisiert. Mit einer dauerhaften Ausstellung von Werken beider Künstler im neuen Rathaus und einer Onlinepräsentation macht die Gemeinde Kirchentellinsfurt das Werk von Günter und Elisabet Hildebrand seit dem Sommer 2014 der Öffentlichkeit zugänglich.
„Das Gesamtwerk Günter Hildebrands kann als Spiegelung der Kunstentwicklung im 20. Jahrhundert, besonders der Abstraktionsdiskurse gedeutet werden.“ Es hat „Einflüsse von Impressionismus, Kubismus, Surrealismus, abstraktem Expressionismus und nicht zuletzt der Neuen Sachlichkeit aufgenommen und in fruchtbare Beziehung zueinander gesetzt.“

## Werke im öffentlichen Raum und Kunst am Bau (Auswahl)
- Kachelgang des Kepler-Gymnasiums, Tübingen, 1958 (2008 abgerissen)
- Wandbild im Physiologischen Institut, Eberhard Karls Universität Tübingen, 1959
- Gefallenendenkmal und Betonglasfenster, Friedhofskapelle Würtingen, 1962
- Wandbild in der Hügelschule, Tübingen, 1964 (vor 1998 übermalt)
- Gefallenendenkmal, Betonglasfenster und Gittertore, Friedhofskapelle Nehren, 1964
- Betonglasfenster, Friedhofskapelle Ofterdingen, 1970
- Betonglasfenster, Friedhofskapelle Pliezhausen-Gniebel

## Ausstellungen (Auswahl)
- Werke Tübinger Künstler (Teilnahme), Kulturwerk Calw, Rathaussaal, 31. Oktober bis 21. November 1948
- Ausstellung Notleidender Künstler Württembergs (Teilnahme), Kunstgebäude Tübingen, Dezember 1948
- Reutlinger-Tübinger Künstler (Teilnahme), Universitätsbibliothek Tübingen, Dezember 1949 (Weihnachtsausstellung, wie auch in den folgenden Jahren)
- Ellipse, Südwestdeutsches Reisebüro Scheible Uhlandstr. 5, Tübingen, 1951
- R. Dykerhoff und G. Hildebrand, Kunsthaus Fischinger, Stuttgart, März 1953
- Künstlergruppe Ellipse, Württembergischer Kunstverein, Stuttgart, Dezember 1953
- Zeitgenössische Kunst des deutschen Ostens (Teilnahme), Wanderausstellung der Künstlergilde e.V., 1953
- Alte Universität, Freiburg, Februar 1954 (mit der Ellipse)
- Günter Hildebrand, Schaufenster der Stadt Tübingen, 1956
- Günter Hildebrand: Gemälde, Grafik. Kunstverein Tübingen e.V., Technisches Rathaus, 31. Mai bis 17. Juni 1958
- XIV. Singener Kunstausstellung (Teilnahme), Ekkehardschule Singen, 5. bis 27. August 1961
- Spendhaus, Reutlingen, Juli 1962 (mit der Ellipse)
- Württembergischer Kunstverein, Stuttgart, August 1965 (mit der Ellipse)
- Ausstellungsgemeinschaft Tübinger Künstler (Teilnahme), Kurhaus Freudenstadt, Juli 1967
- Tübinger Künstler stellen aus (Teilnahme), Städtischer Feierraum Böblingen, 5. bis 19. November 1967
- Bemalte Postkarten und Briefe Deutscher Künstler (Teilnahme), Bürgerhaus Gießen, 17. Juni bis 8. Juli 1972
- Bilder und Plakate (Teilnahme), Offener Sonntag der SPD, Gemeindehalle Kirchentellinsfurt, 28. März 1976
- Kirchentellinsfurter Künstler stellen aus (Teilnahme), Gemeindehalle Kirchentellinsfurt, März 1985
- Günter Hildebrand – Zeichnungen, Künstlerbund Tübingen, Juni 1991
- Günter Hildebrand – Malerei, Galerie 5/Haus Geiselhart, Reutlingen, 26. Juni bis 20. Juli 1991
- Die Künstler der Ellipse, Stadtmuseum und Ugge-Bärtle-Haus, Tübingen, 15. Dezember 2001 bis 10. Februar 2002
- Auf den Spuren Hildebrands, Rundgang und Ausstellung, Schloss Kirchentellinsfurt, 14. März 2014
- Günter und Elisabet Hildebrand, Rathaus Kirchentellinsfurt, Dauerausstellung seit 18. Juli 2014